# Melba Till Allen
Melba Till Allen (Geburtsname: Melba Till; * 3. März 1933 in Friendship Community, Butler County, Alabama; † 20. Oktober 1989 in Montgomery, Alabama) war eine US-amerikanische Politikerin der Demokratischen Partei, die unter anderem von 1967 bis 1975 State Auditor of Alabama sowie zwischen 1975 und 1978 Alabama State Treasurer war.

## Leben
Melba Till Allen, Tochter von Samuel Ben Till (1906–1968) und Gertrude Johnson Till (1908–1990), besuchte die öffentlichen Schulen von Greenville und war danach in der Privatwirtschaft tätig. Am 8. November 1966 wurde sie als Kandidatin der Demokratischen Partei mit 75,74 Prozent erstmals zur Rechnungsprüferin des Staates Alabama (State Auditor of Alabama) gewählt und bekleidete dieses Amt als Nachfolgerin von Bettye Frink vom 17. Januar 1967 bis zum 21. Januar 1975 während der Amtszeit der Gouverneure Lurleen Wallace (1967 bis 1968) Albert Brewer (1968 bis 1971) und George Wallace. Am 2. Mai 1972 bewarb sie sich bei der Vorwahl (Primary) der Demokratischen Partei für das Amt als US-Senatorin für Alabama bei der anstehenden US-Senatswahl am 7. November 1972. Sie unterlag jedoch dem amtierenden Senator John Sparkman (331.838 Stimmen (50,25 Prozent)) und wurde mit 194.690 Stimmen (29,48 Prozent) Zweitplatzierte unter fünf Kandidaten.
Am 5. November 1974 wurde Melba Till Allen ohne Gegenkandidaten zur Schatzmeisterin von Alabama (Alabama State Treasurer) gewählt und übernahm dieses Amt unter Gouverneur George Wallace am 21. Januar 1975 als Nachfolgerin von Agnes Baggett, während Bettye Frink wieder State Auditor of Alabama wurde. 1978 wurde sie angeklagt, weil sie ihre Position als Schatzmeisterin des Staates ausgenutzt hatte, um Bankkredite für den Bau eines Themenparks zu erhalten, und weil sie ihre persönlichen Finanzen nicht offengelegt hatte. Sie stritt jegliches Fehlverhalten ab und wurde zu einer Freiheitsstrafe von sechs Jahren Gefängnis verurteilt, wobei sie die meiste Zeit ihrer Strafe jedoch als Buchhalterin in einem Altenheim verbrachte. Mit der Verurteilung endete ihre Amtszeit am 5. Juni 1978, woraufhin Annie Laurie Gunter am 7. November 1978 zur neuen Schatzmeisterin von Alabama gewählt wurde.
Melba Till Allen war Mitglied des Order of the Eastern Star, eine 1850 gegründete eine Freimaurerorganisation, die sowohl Männern als auch Frauen offen steht. Am 3. Juni 1986 bewarb sie sich bei der Vorwahl der Demokratischen Partei für das Amt als Vizegouverneurin von Alabama, unterlag dabei jedoch unter anderem James „Jim“ Folsom, Jr. und wurde mit 66.439 Stimmen (7,56 Prozent) lediglich letzte von vier Kandidaten. Aus ihrer Ehe mit Marvin Earl „Pete“ Allen (1929–2013) gingen die Kinder Judy Kathryn Grimes und Randy Earl Allen hervor. Nach ihrem Tod aufgrund einer Krebserkrankung im Baptist Medical Center in Montgomery wurde sie auf dem Sunrise Memorial Park in Greenville beigesetzt.